# أبو الفتح الشهرستاني
أبو الفتح الشهرستاني (467هـ - 548هـ = 1075م - 1153م) هو أحد علماء المسلمين، وينسبه البعض إلى أهل السنة والجماعة الأشاعرة والبعض الآخر ينسبه إلى طائفة الإسماعيلية. وله عدد مؤلفات مشهورة في التراث الإسلامي.

## التعريف
الشهرستاني هو أبو الفتح تاج الدين عبد الكريم بن أبي بكر أحمد المشهور بالشهرستاني، والشهرستاني هذا منسوب إلى «شهرستان» والبلدة المقصودة هنا تقع في أقليم خراسان وهي إحدى مدن ولاية جوزجان في أفغانستان.

## مولده
ولد حوالي سنة 479 هـ/1076م، في شهرستان الجوزجان، من أعمال خُراسان «أفغانستان حاليا»، وبها نشأ وتعلّم. من شيوخه في الفقه أحمد الخوافي، وأبو نصر القُشيري، وفي الأصول أبو القاسم الأنصاري، وفي الحديث أبو الحسن علي بن أحمد بن محمد المدائني. أقام بخورازم ردحا من الزمن، وغادرها سنة 510هـ/1116م لأداء مناسك الحجّ، وفي طريق عودته أقام في بغداد ثلاث سنوات مدرّسا وواعظا بالمدرسة النظامية، وهي من أكبر المدارس إذّاك وأكثرها شهرة، ليعود إثرها إلى شهرستان، وبها كانت وفاته سنة 548هـ/1153م.

## نشأته العلمية
توجه الشهرستاني إلى طلب العلم وهو صغير السن، وكان أول توجهه لطلب العلم كان نحو العلوم الشرعية القرآن وتفسيره والحديث والفقه، فكان أول ما تلقاه هو القرآن وتفسيره، وسمع الحديث وهو في سن الخامسة عشرة من أبي الحسن المديني بنيسابور خارج بلده شهرستان.

## صفاته وأخلاقه
كان يوصف بدماثة الخلق وطيب الصفات ولين الجانب وطيب العشرة وأدب الحوار وحسن اللفظ والعبارة والخط، وهذا ما تشهد به مؤلفاته، وما ورد عنه من مناظرات ومحاورات، فلم تحفظ عنه كلمة نابية أو معاملة سيئة، ولا ما ينبئ عن سوء خلق أو قبح لفظ، وإن كان ينتقد بعض الأفكار ويعيبها ويناقشها، ولكن بأسلوب مقبول في الجملة.

## تدريسه لطلابه
كانت دروسه ومواعظه بعبارات خفيفة وأسلوب سهل ميسر مما لقي قبولاً واستحساناً لدروسه لدى عامة الناس، وهذا ينبئ عما يتمتع به المؤلف من العلم وحسن الإلقاء وجودته.

## الشهرستاني والسلاطين
كان الشهرستاني مقبولاً أيضاً عند السلاطين والولاة والوزراء والوجهاء، فقد كان مقرباً لدى السلطان سنجر بن ملكشاه، وكان مقرباً من الوزير أبو القاسم محمود بن المظفر المروزي.

## مكانته العلمية
كان مكانة الشهرستاني كبيرة عند العلماء فقد لقبوه بعدة ألقاب منها: الفقيه - المتكلم - [وضح من هو المقصود ؟] - المحدث - المفسر - [وضح من هو المقصود ؟] - الفيلسوف - صاحب [وضح من هو المقصود ؟]، وقد أطلق عليه الحافظ الذهبي لقب ([وضح من هو المقصود ؟]).

## اللغات التي كان يتقنها
لم يكن الشهرستاني مجرد عالم في الشريعة ولكنه كان يتقن اللغات، ومن اللغات التي أتقنها: اللغة العربية واللغة الفارسية.

## رحلاته العلمية
رحل الشهرستاني في طلب العلم وهو في سن الخامسة عشرة إلى بلاد كثيرة منها: مدن [وضح من هو المقصود ؟] و[وضح من هو المقصود ؟] ومكة المكرمة وبغداد.

## العلماء الذين أخذ عنهم العلم
طلب الشهرستاني العلم على يد كثير من العلماء منهم:
1. أبو القاسم الأنصاري: أخذ عنه التفسير وعلم الكلام.
2. أبو الحسن المديني: أخذ عنه الحديث.
3. أبو المظفر الخوافي: أخذ عنه الفقه.
4. أبو نصر القشيري: أخذ عنه الفقه والأصول وعلم الكلام.

## تلامذته
للأسف أن كتب [وضح من هو المقصود ؟] العلماء التي ترجمت للشهرستاني لم تذكر تلاميذه بالرغم أن من العالم الكبير ابن تغري بردي قال عنه في كتابه (النجوم الزاهرة): (وبه تخرج جماعة كثيرة من العلماء)، ولكن هذا لا يمنع من وجود تلاميذ له من العلماء وأنه استفاد وأفاد.

## مؤلفاته

كتاب نهاية الإقدام في علم الكلام، حرره وصححه: ألفرد جيوم.

كان الشهرستاني مشهوراً بالبراعة في التأليف وحسن التصنيف، وقد ألف في فنون العلم المختلفة كالتفسير والفقه وعلم الكلام والفلسفة والتاريخ الفرق و[وضح من هو المقصود ؟]، وقد بلغ عدد مؤلفاته ما يزيد على عشرين مؤلفاً، ومن هذه المؤلفات:
- الملل والنحل وهو أشهر كتبه.
- نهاية الإقدام في علم الكلام.
- مصارعة الفلاسفة.
- مجلس في الخلق والأمر.
- بحث في الجوهر الفرد.
- مفاتيح الأسرار ومصابيح الأبرار.
- رسالة في المبدأ والمعاد.
- المناهج في علم الكلام.
- دقائق الأوهام.
- شبهات أرسطو وبرقلس وابن سينا ونقضها. ذكره الشهرستاني في كتابه الملل والنحل.

## مذهبه العقائدي
مذهب الشهرستاني العقائدي هو مذهب الأشاعرة، وقد صرح بذلك هو بنفسه في بعض كتبه، وهذا ما يكاد يجمع المترجمون له عليه، بل إن أشهر كتبه (الملل والنحل) يدل دلالةً واضحةً على ذلك، وشيوخه هم من الأشاعرة، بل وكتابه (نهاية الإقدام في علم الكلام) ينصر المذهب الأشعري بأدلته وحججه ويناقش الآراء المخالفة له ويرد عليها.

### بعض آرائه العقدية
أراء الشهرستاني العقائدية هي موافقة تماماً للمذهب الأشعري.
فمن آرائه العقدية:
1. إثبات وجود الله ومعرفته عن طريق العقل .
2. إثبات أسماء الله الواردة في القرآن والسنة، وتأويل معاني الصفات الواردة في القرآن الكريم عدا سبعة صفات كما هو مذهب الأشاعرة.
3. التحسين والتقبيح شرعيان وليسا عقليان.
4. نفي الحكمة والتعليل عن أفعال الله.
5. إثبات أفعال العباد وفق نظرية الكسب عند الأشاعرة.
6. تعريف الإيمان هو التصديق.

## مذهبه الفقهي
كان الشهرستاني شافعي المذهب، ويدل على ذلك أن شيوخه كانوا من المتعصبين للمذهب الشافعي، وقد اعتبره السبكي الابن في كتابه (طبقات الشافعية الكبرى) من رجال المذهب الشافعي، وكذلك الأسنوي[ ؟ ] في كتابه (طبقات الشافعية).

## من مصادر ترجمته
هناك الكثير من العلماء المتأخرين والمتقدمين من ترجم للشهرستاني، ومن هذه المصادر:
- معجم البلدان لياقوت الحموي.
- وفيات الأعيان لابن خلكان.
- سير أعلام النبلاء للذهبي.
- طبقات الشافعية الكبرى للتاج السبكي.
- طبقات الشافعية للأسنوي الأسنوي[ ؟ ].
- النجوم الزاهرة لابن تغري.
- طبقات الشافعية لابن قاضي شهبة.
- الشهرستاني وآراؤه الكلامية للدكتور بدران.
- دائرة المعارف الإسلامية.

وغيرها كثير من الكتب التي تكلمت عنه.